# Kopanie buraków II
Kopanie buraków II (Kopanie buraków) – obraz olejny Leona Wyczółkowskiego namalowany w 1893.
Obraz powstał w 1898 na Ukrainie. Obecnie znajduje się w zbiorach Muzeum Narodowego w Krakowie (nr inw. MNK II-b-161 ) i prezentowany jest w Galerii Sztuki Polskiej XIX wieku w Sukiennicach. Wymiary dzieła wynoszą – wysokość: 45 cm, szerokość: 70 cm (z ramą – wysokość: 60,5 cm, szerokość: 105,5 cm, głębokość: 6 cm). Na obrazie umieszczona jest sygnatura autorska L.Wyczółkowski 1893.
Wyczółkowski podczas pobytów na Ukrainie w latach 1883–1911 namalował kilkadziesiąt obrazów z motywem kopania buraków, z czego znanych jest tylko kilka. Obraz z kolekcji Muzeum Narodowego w Krakowie zbliża się stylistycznie do impresjonizmu, aczkolwiek dla Wyczółkowskiego ważny był też motyw pracy ubogich, prostych ludzi na Ukrainie, do których żywił sympatię i ubolewał nad ich wyzyskiem.

## Udział w wydarzeniach
Obraz był lub jest prezentowany m.in. na poniższych wystawach:
- Leon Wyczółkowski / II edycja, 2003-08-08 – 2003-09-28; Muzeum Historii Miasta Łodzi
- Leon Wyczółkowski / III edycja, 2003-10-06 – 2003-11-30; Agencja KONTAKT
- Leon Wyczółkowski 1853-1936. W 150. rocznicę urodzin artysty, 2003-12-15 – 2004-02-29; Zamek Książąt Pomorskich w Szczecinie